# Mbabane Swallows FC
Der Mbabane Swallows Football Club ist ein Fußballverein aus Mbabane, der Hauptstadt von Eswatini.

## Geschichte
Der Verein wurde 1948 gegründet und ist einer der erfolgreichsten seines Landes. Er gewann siebenmal die Eswatinischer Meisterschaft und dreimal den eswatinischen Pokal. Der Klub hatte zwei prägende Phasen. Die erste war Mitte der 90er Jahre, wo sie ihren ersten (1993) Meistertitel gewannen. Auch im Charity Cup (1993 und 1999) und im Trade Fair Cup (1997 und 1999) gelangen dem Klub große Erfolge. Danach spielte man eher eine ruhigere Rolle in der Liga, ehe 2005 der zweite Meistertitel gelang. Seitdem spielt man immer im Vorderfeld der Liga. Der Club konnte sich mehrmals für die afrikanischen Wettbewerbe qualifizieren, schied aber bisher immer in der ersten Spielrunde aus.

## Erfolge
- Eswatinischer Meister (7): 1993, 2005, 2009, 2012, 2013, 2017, 2018, 2023/24
- Eswatinischer Pokalsieger (3): 1986, 2006, 2013
- Eswatinischer Charity Cup Sieger (3): 1993, 1999, 2004
- Swazi Trade Fair Cup (3): 1997, 1999, 2007

## Stadion
Der Verein trägt seine Heimspiele im Somhlolo National Stadium aus.

## Trainerchronik
Stand: Juli 2022
| Trainer        | Nation   | von            | bis       |
| -------------- | -------- | -------------- | --------- |
| Mandla Dlamini | Eswatini | September 2014 | Juni 2015 |
| Thabo Vilakati | Eswatini | Juli 2015      | heute     |

## Statistik in den CAF-Wettbewerben
| Wettbewerb                    | Runde         | Gegner            | Hinspiel | Rückspiel           |  |
| ----------------------------- | ------------- | ----------------- | -------- | ------------------- |  |
|                               |               |                   |          |                     |  |
| African Cup Winners’ Cup 1987 | Qualifikation | RLDF Maseru       | 1:1 (A)  | 1:1 (H) / 3:5 i. E. |  |
| CAF Champions Cup 1994        | Qualifikation | JS Saint-Pierre   | 0:4 (A)  | 2:2 (H)             |  |
| CAF Cup 1995                  | 1. Runde      | Malindi FC        | 0:2 (A)  | 0:1 (H)             |  |
| CAF Champions League 1998     | Qualifikation | RLDF Maseru       | 1:4 (H)  | 0:2 (A)             |  |
| CAF Champions League 2006     | Qualifikation | Orlando Pirates   | 0:5 (H)  | 2:2 (A)             |  |
| CAF Champions League 2010     | Qualifikation | SuperSport United | 1:3 (H)  | 2:2 (A)             |  |
| CAF Champions League 2013     | Qualifikation | Zanaco FC         | 2:3 (A)  | 0:0 (H)             |  |
| CAF Champions League 2014     | Qualifikation | Nkana FC          | 2:0 (H)  | 2:5 (A)             |  |
| CAF Champions League 2015     | Qualifikation | ZESCO United      | 1:1 (H)  | 0:1 (A)             |  |

Gesamtbilanz: 18 Spiele, 1 Sieg, 7 Unentschieden, 10 Niederlagen, 17:39 Tore